# IIFA Award/Bester Film
Die Gewinner des IIFA Best Movie Award waren:
| Jahr | Film                                                                       | Produzent                                                                      |
| ---- | -------------------------------------------------------------------------- | ------------------------------------------------------------------------------ |
| 2000 | Ich gab Dir mein Herz, Geliebter (Hum Dil De Chuke Sanam)                  | Sanjay Leela Bhansali                                                          |
| 2001 | Kaho Naa ... Pyaar Hai – Liebe aus heiterem Himmel (Kaho Naa... Pyaar Hai) | Rakesh Roshan                                                                  |
| 2002 | Lagaan – Es war einmal in Indien (Lagaan)                                  | Aamir Khan                                                                     |
| 2003 | Devdas – Flamme unserer Liebe (Devdas)                                     | Bharat Shah                                                                    |
| 2004 | Lebe und denke nicht an morgen (Kal Ho Naa Ho)                             | Yash Johar                                                                     |
| 2005 | Veer und Zaara – Die Legende einer Liebe (Veer-Zaara)                      | Yash Chopra                                                                    |
| 2006 | Black                                                                      | Sanjay Leela Bhansali                                                          |
| 2007 | Rang De Basanti – Die Farbe Safran (Rang De Basanti)                       | Rakeysh Omprakash Mehra                                                        |
| 2008 | Chak De! India – Ein unschlagbares Team (Chak De! India)                   | Aditya Chopra                                                                  |
| 2009 | Jodhaa Akbar                                                               | Ashutosh Gowariker                                                             |
| 2010 | 3 Idiots                                                                   | Vidhu Vinod Chopra                                                             |
| 2011 | Dabangg                                                                    | Arbaaz Khan                                                                    |
| 2012 | Man lebt nur einmal – Zindagi Na Milegi Dobara (Zindagi Na Milegi Dobara)  | Ritesh Sidhwani & Farhan Akhtar                                                |
| 2013 | Barfi!                                                                     | Ronnie Screwvala & Siddharth Roy Kapur                                         |
| 2014 | Bhaag Milkha Bhaag                                                         | Reliance Entertainment                                                         |
| 2015 | Queen                                                                      | Viacom 18 Motion Pictures                                                      |
| 2016 | Bajrangi Bhaijaan                                                          | Kabir Khan & Salman Khan                                                       |
| 2017 | Neerja                                                                     | Atul Kasbekar & Shanti Sivaram Maini                                           |
| 2018 | Tumhari Sulu                                                               | Krishan Kumar, Bhushan Kumar, Shanti Sivaram Maini, Atul Kasbekar & Tanuj Garg |
| 2019 | Raazi                                                                      | Meghna Gulzar                                                                  |